# Lozotaeniodes formosana
Lozotaeniodes formosana là một loài bướm đêm thuộc họ Tortricidae. Nó được tìm thấy ở Trung Âu.
Sải cánh dài 20–26 mm. Con trưởng thành bay từ tháng 6 đến tháng 8.
Ấu trùng ăn Scots Pine.

## Hình ảnh

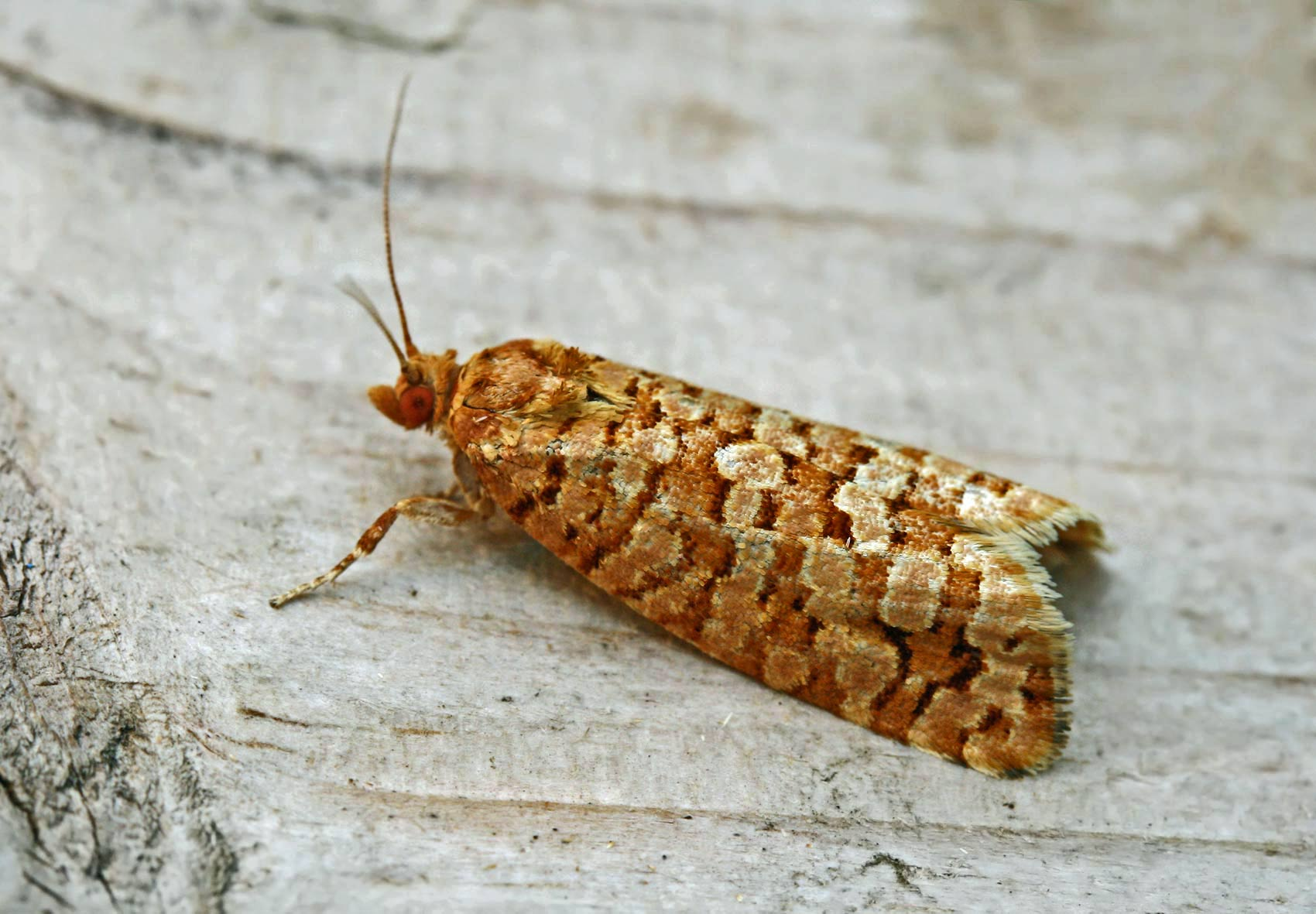